# Antonio Lolli

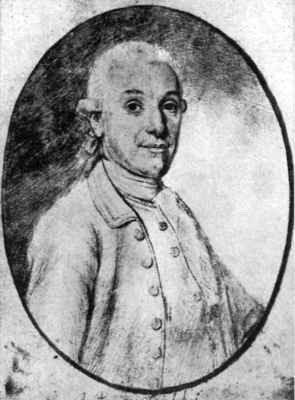
Antonio Lolli

Antonio Lolli (Bergamo, 1725 (?) – Palermo, 10 augustus 1802) was een Italiaans violist en componist.

## Loopbaan
Lolli stamde uit een familie van musici. Hij was een van de toonaangevende Italiaanse violisten van de 18e eeuw. Hij had weinig of geen les gehad en was min of meer autodidact. Zijn grote voorbeeld was Giuseppe Tartini. Tussen 1758 en 1774 was hij solo-violist bij het Stuttgarter hoforkest, een positie die hem in staat stelde een uitgebreide tournee naar Wenen, Parijs, Duitsland, Nederland en Italië te maken. Catharina II van Rusland nodigde Lolli uit om een hoge positie te bekleden in Sint-Petersburg. Tijdens zijn verblijf aldaar reisde hij naar Scandinavië, Nederland (o.a Utrecht en Amsterdam) en weer naar Duitsland om daar concerten te geven. Hij vertrok uit Sint-Petersburg vanwege de klimatologische omstandigheden. In 1794 werd hij eerste dirigent aan het Koninklijk Hoforkest in Napels. Lolli stierf in Palermo, Sicilië, in 1802.

## Composities
Van Lolli zijn acht vioolconcerten bekend, waarvan concert no. 7 in G majeur het bekendst is. Andere werken zijn onder andere zes sonates (duetten) Op.9 voor twee violen (1785), drie bundels van zes sonates voor viool en basso continuo (1760, 1769, 1767), en 36 Capriccio's voor solo viool , maar ook de didactische L' école du Violon en Quatuor (1784). Zijn zoon Filippo Lolli (geboren in 1773 in Stuttgart, datum van overlijden onbekend) was bekend als cellist. Lolli zelf stond bekend om zijn "droge" stijl vol speciale violistische effecten.

### Vioolconcerten
- 2 concerten, op. 2 (E majeur en C majeur; 1764, Parigi)
- 2 concerten, op. 4 (A majeur en B majeur; 1766, Parigi)
- 2 concerten, op. 5 (E majeur en D majeur; 1768, Parigi)
- 7e vioolconcert (G majeur; 1775, Parigi)
- 8e vioolconcert (D majeur; 1776, Parigi)
- 4 overige vioolconcerten

### Kamermuziek
- 6 sonates voor viool en basso continuo (ca. 1760, Amsterdam)
- 6 sonates voor viool en basso continuo (ca. 1767, Parigi)
- 6 sonates voor viool en basso continuo (1769, Amsterdam)
- 5 sonates en een divertimento voor viool en basso continuo (1776, Berlino)
- 6 sonates voor twee violen (op. 9, ca. 1785, Parigi)

### Viool solo
- 36 Capriccio's